# نوبيرن
نوبيرن (بالإنجليزية: Newbern)‏ هي مدينة أمريكية تقع في ولاية ألاباما.تبلغ مساحة هذه المدينة 3 (كم²)،ويبلغ عدد سكانها 231 نسمة حسب إحصاء سنة 2010 م.تشير الإحصاءات بأن الكثافة السكانية في هذه المدينة تقدر بـ(77) نسمة/كم2.

## التركيبة السكانية
حدّد مكتب تعداد الولايات المتحدة بيانات التركيبة السكانية لنوبيرن في تعداد الولايات المتحدة. في ما يلي، التركيبة السكانية حسب تعدادي 2000 و2010.

### تعداد عام 2000
بلغ عدد سكان نوبيرن 231 نسمة بحسب تعداد عام 2000، وبلغ عدد الأسر 91 أسرة وعدد العائلات 60 عائلة مقيمة في البلدة. في حين سجلت الكثافة السكانية 76.5 نسمة لكل كيلومتر مربع (198.1/ميل2). وبلغ عدد الوحدات السكنية 110 وحدة بمتوسط كثافة قدره 36.4 لكل كيلومتر مربع (94.3/ميل2).
وتوزع التركيب العرقي للبلدة بنسبة 22.94% من البيض و77.06% من الأمريكيين الأفارقة.
بلغ عدد الأسر 91 أسرة كانت نسبة 45.1% منها لديها أطفال تحت سن الثامنة عشر تعيش معهم، وبلغت نسبة الأزواج القاطنين مع بعضهم البعض 37.4% من أصل المجموع الكلي للأسر، ونسبة 25.3% من الأسر كان لديها معيلات من الإناث دون وجود شريك، بينما كانت نسبة 3.3% من الأسر لديها معيلون من الذكور دون وجود شريكة وكانت نسبة 34.1% من غير العائلات. تألفت نسبة 33% من أصل جميع الأسر من عدة أفراد يعيشون في نفس المنزل ونسبة 19.8% كانت تتألف من شخص يعيش بمفرده يبلغ من العمر 65 عاماً أو أكثر. وبلغ متوسط حجم الأسرة المعيشية 2.54، أما متوسط حجم العائلات فبلغ 3.28.
بلغ العمر الوسطي للسكان 34.5 عاماً. وكانت نسبة 32% من القاطنين تحت سن الثامنة عشر، وكانت نسبة 6.5% بين الثامنة عشر والرابعة والعشرين عاماً، ونسبة 26% كانت واقعةً في الفئة العمرية ما بين الخامسة والعشرين والرابعة والأربعين عاماً، ونسبة 18.6% كانت ما بين الخامسة والأربعين والرابعة والستين، ونسبة 16.9% كانت ضمن فئة الخامسة والستين عاماً فما فوق. يوجد لكل 100 أنثى 83.3 ذكر، ويوجد لكل 100 أنثى في الثامنة عشر من عمرها فما فوق 80.5 ذكر.
بلغ متوسط دخل الأسرة في البلدة 20,682 دولارًا، أما متوسط دخل العائلة فبلغ 31,042 دولارًا. وكان متوسط دخل الذكور 25,625 دولارًا مقابل 11,875 دولارًا للإناث. وسجل دخل الفرد الخاص بالبلدة 9,476 دولارًا. وكانت نسبة 17.5% من العائلات ونسبة 31.4% من السكان تحت خط الفقر، وكان من هؤلاء نسبة 40% تحت سن الثامنة عشر ونسبة 33.3% في الخامسة والستين من العمر وما فوق.

### تعداد عام 2010
بلغ عدد سكان نوبيرن 186 نسمة بحسب تعداد عام 2010، وبلغ عدد الأسر 81 أسرة وعدد العائلات 56 عائلة مقيمة في البلدة. في حين سجلت الكثافة السكانية 61.6 نسمة لكل كيلومتر مربع (159.5/ميل2). وبلغ عدد الوحدات السكنية 84 وحدة بمتوسط كثافة قدره 27.8 لكل كيلومتر مربع (72.0/ميل2).
وتوزع التركيب العرقي للبلدة بنسبة 31.72% من البيض و67.20% من الأمريكيين الأفارقة و1.08% من الأعراق الأخرى و2.15% من الهسبانيون أو اللاتينيون من أي عرق.
بلغ عدد الأسر 81 أسرة كانت نسبة 27.2% منها لديها أطفال تحت سن الثامنة عشر تعيش معهم، وبلغت نسبة الأزواج القاطنين مع بعضهم البعض 43.2% من أصل المجموع الكلي للأسر، ونسبة 19.8% من الأسر كان لديها معيلات من الإناث دون وجود شريك، بينما كانت نسبة 6.2% من الأسر لديها معيلون من الذكور دون وجود شريكة وكانت نسبة 30.9% من غير العائلات. تألفت نسبة 25.9% من أصل جميع الأسر من عدة أفراد يعيشون في نفس المنزل ونسبة 12.3% كانت تتألف من شخص يعيش بمفرده يبلغ من العمر 65 عاماً أو أكثر. وبلغ متوسط حجم الأسرة المعيشية 2.30، أما متوسط حجم العائلات فبلغ 2.75.
بلغ العمر الوسطي للسكان 47.0 عاماً. وكانت نسبة 19.4% من القاطنين تحت سن الثامنة عشر، وكانت نسبة 9.1% بين الثامنة عشر والرابعة والعشرين عاماً، ونسبة 16.1% كانت واقعةً في الفئة العمرية ما بين الخامسة والعشرين والرابعة والأربعين عاماً، ونسبة 38.2% كانت ما بين الخامسة والأربعين والرابعة والستين، ونسبة 17.2% كانت ضمن فئة الخامسة والستين عاماً فما فوق. وتوزع التركيب الجنسي للسكان بنسبة 48.9% ذكور و51.1% إناث.

## معرض صور

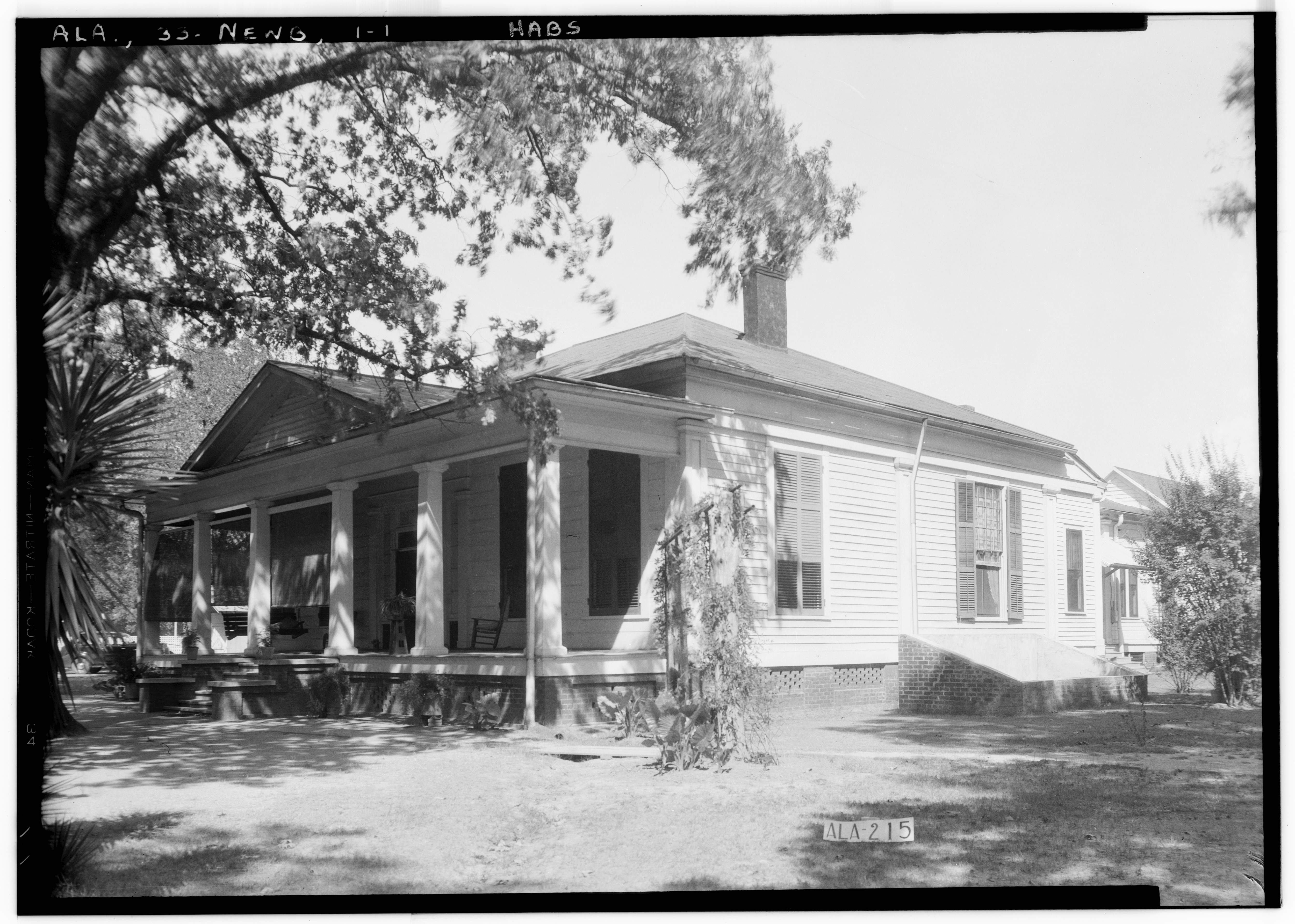
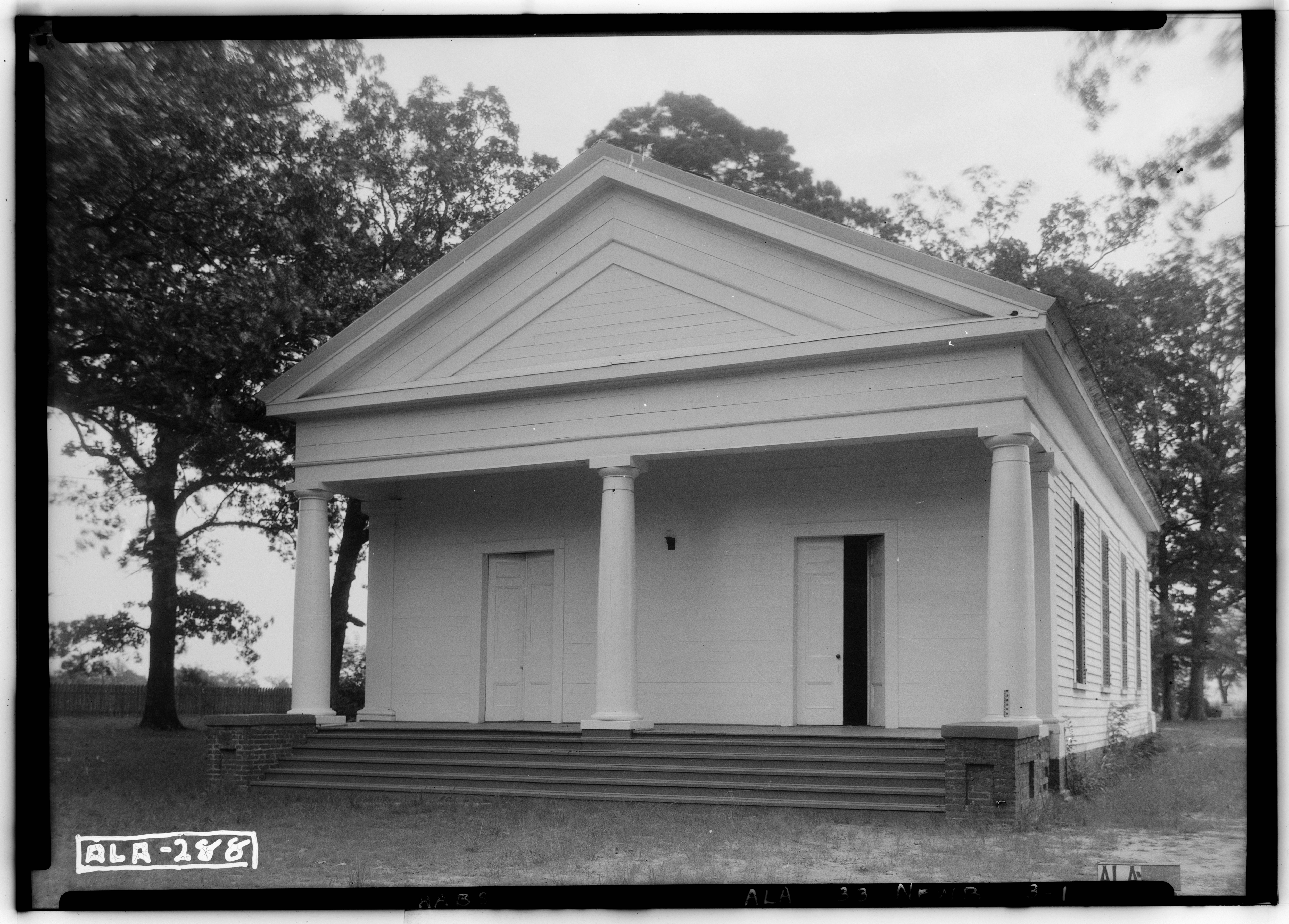
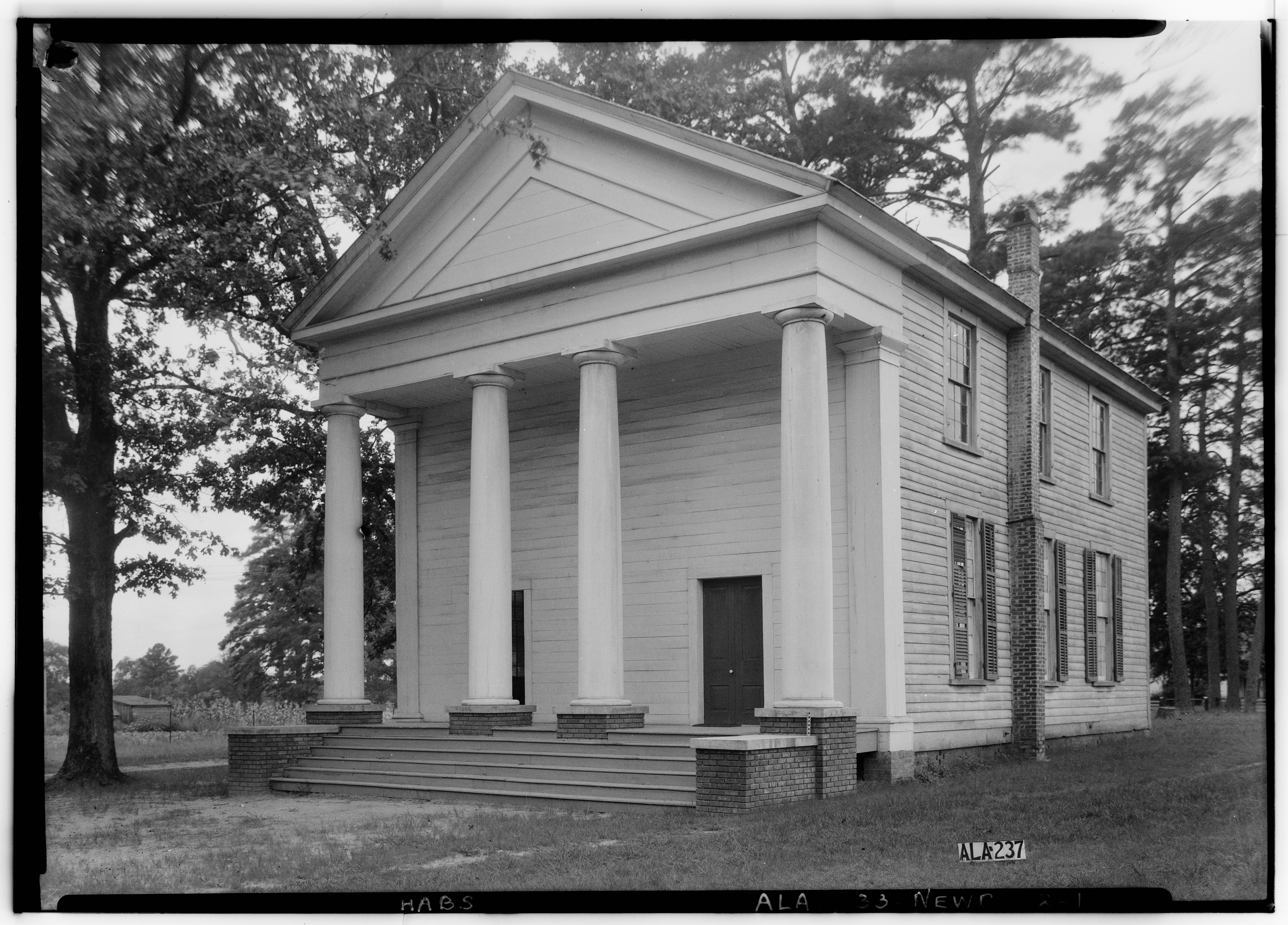